# Yeat
Ноа Оливьер Смит (англ. Noah Olivier Smith; род. 26 февраля 2000, Ирвайн, Калифорния, США), более известный как Yeat — американский рэпер и музыкальный продюсер. Он приобрёл известность в середине 2021 года после выпуска микстейпа 4L. Дебютный студийный альбом Up 2 Me закрепил его успех, а треки «Money So Big» и «Get Busy» приобрели популярность на платформе TikTok.

## Ранняя жизнь
Yeat родился 26 февраля 2000 года в Ирвайне, Калифорния, в семье мексиканского отца и матери румынского происхождения. В подростковом возрасте он переехал в Портленд, штат Орегон, и учился в средней школе Лейкридж. После окончания школы Yeat переехал в Нью-Йорк, чтобы продолжить свою музыкальную карьеру, прежде чем в конце концов вернуться в Лос-Анджелес, где он проживает на данный момент.

## Музыкальный стиль
Музыка Yeat наполнена эффектом Auto-Tune. В 2021 году его стиль стал более агрессивным. Музыка Yeat характеризуется как Rage, данный поджанр вдохновлён альбомом Whole Lotta Red американского рэпера Playboi Carti. Различные издания сравнивают вокальный стиль Смита с Playboi Carti, Фьючером и Янг Тагом. Yeat заявил, что последние два являются одними из его самых больших источников вдохновения, а также добавил к ним T-Pain.
В песнях Yeat используется свой уникальный жаргон. В текстах часто используются слова «twizzy» и «luh geeky», а также отсылки на производителя детских игрушек Tonka. Некоторые аспекты музыки Yeat стали интернет-мемами, например, частое использование звуков колокола в инструментальной части его песен.

## Дискография

### Студийные альбомы
| Год           | Название         |
| ------------- | ---------------- |
| 2021          | Up 2 Mё          |
| 2022          | 2 Alivё          |
| 2023          | AftërLyfe        |
| 2024          | 2093             |
| 2024          | LYFESTYLE        |
| 2025 (unrel.) | A DANGEROUS LYFE |

### Микстейпы
- Wake Up Call (2019)
- I'm So Me (2020)
- Alivë (2021)
- 4L (2021)

### Мини-альбомы
- Deep Blue Strips (2018)
- Different Creature (2019)
- We Us (2020)
- Hold Ön (2020)
- Trёndi (2021)
- Lyfë (2022)
- DANGEROUS SUMMER (2025)

### Синглы
| Год  | Название                           |
| ---- | ---------------------------------- |
| 2018 | «Loot» (при участии Jban$2Turnt)   |
| 2018 | «Rockin It»                        |
| 2019 | «Big Geek Week»                    |
| 2019 | «Number 1»                         |
| 2019 | «Money Move» (при участии Nessly)  |
| 2020 | «Flashey»                          |
| 2021 | «Cali»                             |
| 2021 | «Gёt Busy»                         |
| 2022 | «Still countin»                    |
| 2022 | «Rich Minion»                      |
| 2022 | «Talk»                             |
| 2023 | «Already Rich»                     |
| 2023 | «My Wrist» (совместно с Янг Тагом) |
| 2023 | «Bigger Then Everything»           |